# 熊本県道218号上色見草部線
熊本県道218号上色見草部線（くまもとけんどう218ごう かみしきみくさかべせん）は、熊本県阿蘇市から阿蘇郡高森町に至る一般県道である。

## 概要
阿蘇郡高森町大字中から大字草部の間が未開通となっている。なお、大字草部の未開通部分から上益城郡山都町を経由し熊本県道212号津留柳線と接する道路があるが、この区間は県道には指定されていない。

### 路線データ
- 起点：熊本県阿蘇市波野大字波野（熊本県道・大分県道135号高森竹田線交点）
- 終点：熊本県阿蘇郡高森町大字草部（国道325号交点）

## 地理

### 通過する自治体
- 阿蘇市
- 阿蘇郡高森町

### 交差する道路
| 交差する道路                      | 市町村名 | 市町村名 | 交差する場所 | 交差する場所 |
| --------------------------------- | -------- | -------- | ------------ | ------------ |
| 熊本県道・大分県道135号高森竹田線 | 阿蘇市   | 阿蘇市   | 波野大字波野 | 起点         |
| 熊本県道212号津留柳線             | 阿蘇郡   | 高森町   | 大字中       |              |
| 未供用区間                        |          |          |              |              |
| 国道325号                         | 阿蘇郡   | 高森町   | 大字草部     | 終点         |

### 沿線
- 高森町役場 草部出張所
- 高森町立高森東小学校
- 阿蘇高森ゴルフ倶楽部
- 根子岳